# Марк Арунций Аквила
Марк Арунций Аквила (на латински: Marcus Arruntius Aquila) e политик и сенатор на Римската империя през 1 век.
Произлиза от фамилията Арунции. През септември 66 г., по времето на император Нерон, той е до декември суфектконсул заедно с Марк Ветий Болан.